# 勒內·赫斯勒
勒內·赫斯勒（法語：René Hirschler，1905年10月8日—1945年3月3日）出生於法國普罗旺斯-阿尔卑斯-蓝色海岸大区隆河河口省的馬賽，曾經是一位法國猶太教的拉比。

## 生平
他在第一次世界大戰結束後，就進入法國猶太神學院受猶太教育，1929年畢業後被派任至米盧斯擔任拉比。1939年在當時的法國首席拉比伊薩伊·施瓦茨提拔下，他成為斯特拉斯堡和下萊茵省兩個地方的拉比。
納粹德國開始抓捕猶太人的時候，勒內·赫斯勒和太太是法國抵抗運動實踐者，並且幫助許多猶太人逃逸和給予信仰上的支持，直到進犯法國之後，勒內·赫斯勒和其妻被捕進入奧斯威辛集中營，1945年3月3日被黨衛軍痛毆致死，享年僅39歲。

## 戰後追封授勳
- 法國抵抗運動勳章（法语：Médaille de la Résistance française）
- 法國第二次世界大戰十字勳章（法语：Croix de guerre 1939-1945 (France)）